# Ida Bjørndalen Karlsson
Ida Bjørndalen Karlsson (født 6. maj 1983 i Sarpsborg) er en tidligere kvindelig norsk håndboldspiller som spillede for Team Esbjerg i Damehåndboldligaen indtil 2017. Hun vandt EHF Champions League med Viborg HK i 2009.
Hun er gift med svenske Lukas Karlsson, som også har spillet i Danmark.